# Diplôme et titre à finalité professionnelle en France
Un diplôme ou titre à finalité professionnelle, ou certification professionnelle, est, en France, la reconnaissance, par une attestation matérialisée, d’une maîtrise professionnelle par une autorité identifiable.
Un diplôme ou titre à finalité professionnelle est un diplôme français, délivré par un ministère ou à la demande d'un ministère et d'un organisme certificateur, à l'issue d'une formation dans un domaine ouvrant à une activité professionnelle. Le diplôme professionnel est souvent requis pour l'exercice d'une profession, notamment dans le champ de l'artisanat. Les diplômes professionnels délivrés par le ministère de l'Éducation nationale jouissent d'une reconnaissance nationale et sont inscrits dans le Répertoire national des certifications professionnelles. Sont également décernés des certificats de qualification professionnels (CQP), qui attestent d’une maîtrise professionnelle, contrairement aux diplômes professionnels qui atteste l'acquisition de plusieurs maîtrises professionnelles.
Les diplômes et titres à finalité professionnelle sont des « repères majeurs participant à une amélioration du signalement des compétences et constituent des indicateurs de qualification et de capacités à occuper un emploi. Elles concourent ainsi à la sécurisation des parcours et de l’évolution professionnels ».
Le diplôme et titre à finalité professionnelle est l'un des deux types de titres reconnus dans le système éducatif français, l'autre étant le diplôme national.
Parmi les diplômes à finalité professionnelle, on peut citer le certificat d'aptitude professionnelle (CAP), le brevet d'études professionnelles (BEP), le diplôme de mention complémentaire (MC), le baccalauréat professionnel, le baccalauréat technologique, le brevet professionnel, le brevet des métiers d'art. Ils sont délivrés par le ministère de l'Éducation nationale. Le ministère de l'Enseignement supérieur délivre également ses diplômes professionnels, tels que le brevet de technicien supérieur (BTS), le diplôme national des métiers d’art et du design (DN MADE), le bachelor universitaire de technologie (BUT), ainsi que le diplôme d'ingénieur, le diplôme visé et/ou conférant grade de licence et le diplôme visé et/ou conférant grade de master. Les trois derniers sont délivrés conjointement par le ministère et l'établissement d'enseignement supérieur concerné (l'organisme certificateur), qu'il soit public ou privé.
Parmi les titres à finalité professionnelle, on peut citer le titre professionnel (TP), le certificat de qualification professionnelle (CQF), le certificat de qualification professionnelle interbranches (CQPI), délivrés par le ministère du Travail. Le ministère de l'Agriculture délivre également un certificat de spécialisation (CS). Les organismes certificateurs – hors ministères – délivrent également leurs titres à finalité professionnelle, communément appelé « titre RNCP ». Il peut s'agir d'un établissement d'enseignement supérieur technique privé ou d'une chambre de métiers et de l'artisanat.

## Typologie
Les diplômes professionnels s'obtiennent par la formation initiale sous statut scolaire ou par apprentissage, ainsi que par la formation professionnelle continue.
La certification professionnelle exige un certain formalisme justifiant des travaux d’ingénierie de certification. La certification est logiquement issue de l’expression d’un besoin, lui-même fondé sur des attentes exprimées par divers moyens en provenance des entreprises ; des travaux des OPMQ (observatoire prospectif des métiers et des qualifications) ; ou encore les études d’opportunité. Une fois le besoin confirmé, il faut définir le « périmètre » à partir de tous les éléments à disposition (enquêtes auprès d'experts métier, analyses, certifications existantes…). Les certifications professionnelles constituent des « indicateurs de qualification sociale », servant notamment d’outils de reconnaissance et de promotion sociale pour les salariés ; et de repères aux employeurs dans le cadre de leur politique de gestion des ressources humaines. Ces acquis sont un ensemble d’une grande variété. Ils sont parfois valorisés par diverses « certifications » (diplômes, titres, certificats divers, attestations de stages, CQP…) ou simplement indiqués, décrits, dans un CV.
La valorisation de tout ou partie des différents « acquis » d’un individu sont autant d’indicateurs potentiels, de signaux. Dans ce même esprit, la valorisation du « passeport de formation » participe à un tel objectif. La certification professionnelle est ainsi un repère valorisant l’ensemble des acquis comme autant d’indicateurs d’employabilité.
Les blocs de compétences s’entendent comme des « parties identifiées de certification professionnelle » recensée au sein du RNCP. En 2016, le COPANEF (une des organisations ancêtres de France compétences) en précise la définition : « éléments identifiés d’une certification professionnelle s’entendant comme un ensemble homogène et cohérent de compétences. Le bloc de compétence s’apparente à une activité ou un domaine d’activité au sein d’une certification professionnelle ».

Le référentiel de certification est un document faisant autorité en définissant avec précision les critères auxquels il est nécessaire de satisfaire pour obtenir un certificat. Il indique les conditions et le déroulement selon lesquels les éléments présentés à la certification sont appréciés et validés. Le référentiel de formation, quant à lui, assure leur traduction sur le plan pédagogique. 
| Niv 4 Bac +0 17 |                                   | Baccalauréat général Arts, SES, SVT, HGGSP, Humanités, LCA, LLCE, Maths, PC, NSI, SVT, SITerminale générale |                                   | Baccalauréat technologique STAV, ST2S, STD2A, STMG, S2TMD, STI2D, STHR, STLTerminale technologique |                     | Baccalauréat professionnel Alimentaire, Vente, Beauté, Bâtiment, Santé, Design, Véhicules, NumériqueTerminale professionnelle | BMA                                   | BP                                    | MC5 MC4 MC3                           | BM                                    | BTM |
| Niv 3 16        | Première générale                 | Première technologique                                                                                      | Première professionnelle          | CAP 2e année                                                                                       | CAP 2e année        | CAP 2e année | CAP 2e année                          | CAP 2e année                          |                                       |                                       |     |
| 15              | Seconde générale et technologique | Seconde générale et technologique                                                                           | Seconde générale et technologique | Seconde professionnelle                                                                            | CAP 1re année       | CAP 1re année | CAP 1re année                         | CAP 1re année                         | CAP 1re année                         |                                       |     |
| RNCP Âge        | Lycée général                     | | Lycée technologique               | | Lycée professionnel | Centre de formation d'apprentis (CFA)                                                                                         | Centre de formation d'apprentis (CFA) | Centre de formation d'apprentis (CFA) | Centre de formation d'apprentis (CFA) | Centre de formation d'apprentis (CFA) |     |

## Délivrance

### Validation des acquis de l’expérience (VAE)
Pour acquérir une certification professionnelle, deux possibilités s’offrent aux postulants : un parcours de formation ou la validation des acquis de l’expérience (VAE). Dans ce cadre, doit être favorisé un processus opératoire de nature à évaluer les acquis de l’individu afin de favoriser des parcours individualisés, si cela s’avère nécessaire. Il existe nombre d’outils et méthodologies pertinents à cette fin : dossier d’identification et de descriptif de l’expérience du candidat, questionnaire technique (sous forme papier ou informatisée) avec différents modes de questionnement : ouvert, QCM…, observation en situation de travail, entretien avec le candidat, analyse sur la base de preuve d’activité,
Si l'évaluation démontre que l’individu possède les acquis au regard des exigences posées, alors le dossier peut être transmis pour validation. Si l'évaluation détermine les manques ; un parcours de individualisé de formation est mis en place afin de combler les lacunes.
La validation est le processus qui permet d’entériner que les exigences requises sont atteintes par le postulant. Dans le cas des certifications professionnelles mise en place au sein des branches (CQP / CQPI, et désormais le Socle de connaissances et de compétences professionnelles, la CPNE ou l’accord de branche détermine la procédure de validation finale qui va permettre au jury paritaire, sur la base du dossier qui lui est présenté (intégrant les éléments d’évaluation issus de la procédure évoquée précédemment), d’attester que le niveau d’exigence est atteint. L’attribution de la certification professionnelle s’effectue par la signature du document, remis ou envoyé au bénéficiaire.

### Compte personnel de formation (CPF)
Le compte personnel de formation (CPF) issu de l ’ANI du 14 décembre 2013 et de la loi du 5 mars 2014, est un droit universel d’évolution professionnelle attaché à la personne tout au long de la vie active jusqu'à la retraite. Son ambition est d’accroître le niveau de qualification de chacun et de sécuriser le parcours professionnel.
En évoquant les « formations éligibles » au CPF, l’article L. 6323-6 du Code du Travail, fait référence aux certifications professionnelles sur lesquelles elles doivent déboucher. Sont ainsi prévues :
- le Socle de connaissances et de compétences professionnelles,
- les certifications enregistrées aux répertoires nationaux de France compétences (RNCP et répertoire spécifique).

## Liste des diplômes à finalité professionnelle
Il existe dix diplômes professionnels reconnus sur trois niveaux au répertoire national des certifications professionnelles par l’État,,. Ils sont délivrés par un ministère ou organisme certificateur.

### Ministère de l'Éducation nationale
Niveau 3 : emplois d'ouvriers et d'employés qualifiés
- 200 spécialités de certificat d'aptitude professionnelle (CAP)
- 50 spécialités de brevet d'études professionnelles (BEP)
- 30 spécialités de mentions complémentaires (MC3)

Niveau 4 : emplois d'ouvriers, d'employés, de techniciens et d'artisans hautement qualifiés
- 100 spécialités de baccalauréat professionnel
- 8 spécialités de baccalauréat technologique
- 60 spécialités de brevet professionnel
- 20 spécialités de brevet des métiers d'art
- 30 spécialités de mentions complémentaires (MC4)

### Ministère de l'Enseignement supérieur et établissements privés reconnus par l'État
Niveau 5 : emplois de techniciens supérieurs
- 120 spécialités de brevet de technicien supérieur (BTS)
- 30 spécialités de diplôme national des métiers d’art et du design (DN MADE)
- les écoles délivrant un diplôme visé et/ou conférant grade de licence (DIPLOVIS), délivré conjointement par le ministère et l'établissement certificateur[14]

Niveau 6 : emplois de techniciens supérieurs
- 24 spécialités de bachelor universitaire de technologie (BUT)
- les écoles délivrant un diplôme visé et/ou conférant grade de licence (DIPLOVIS), délivré conjointement par le ministère et l'établissement certificateur[15],[16]

Niveau 7 : emplois de techniciens supérieurs
- 189 écoles délivrant le diplôme d'ingénieur
- les écoles délivrant un diplôme visé et/ou conférant grade de master (DIPLOVIS), délivré conjointement par le ministère et l'établissement certificateur[17],[18]

### Par niveau

#### Diplômes de niveau 3

##### Certificat d’aptitude professionnelle
Le certificat d’aptitude professionnelle est un diplôme professionnel qui vise à donner à son titulaire une qualification d’ouvrier qualifié ou d’employé qualifié, dans un métier déterminé[réf. incomplète]. À la rentrée 2020, il existe 194 spécialités de CAP (y compris les options).

##### Brevet d’études professionnelles
Le brevet d’études professionnelles est un diplôme professionnel qui vise à donner à son titulaire une qualification d’ouvrier qualifié ou d’employé qualifié dans un secteur professionnel . À compter de la rentrée 2020, il n’est plus délivré encours de cursus menant au baccalauréat professionnel et à compter du 31 décembre 2021, le BEP sera abrogé. À la rentrée 2020, il existe 54 spécialités de BEP (y compris les options). Ce diplôme est régi par les articles D 337-26 à D 337-50 du Code de l’Éducation.

#### Diplômes de niveau 4

##### Baccalauréat professionnel
Le baccalauréat professionnel est un diplôme professionnel qui atteste l’aptitude de son titulaire à exercer une activité professionnelle hautement qualifiée. À la rentrée scolaire 2020, il existe 98 spécialités du baccalauréat professionnel (y compris les options). Ce diplôme est régi par les articles D 337-51 à D 337-94 du Code de l’Éducation.

##### Baccalauréat technologique
Le baccalauréat technologique est un diplôme professionnel qui atteste l’aptitude de son titulaire à exercer une activité professionnelle hautement qualifiée. À la rentrée scolaire 2020, il existe 8 spécialités du baccalauréat technologique (y compris les options). Ce diplôme est régi par les articles D 337-51 à D 337-94 du Code de l’Éducation.

##### Brevet professionnel
Le brevet professionnel est un diplôme professionnel qui atteste l’acquisition d’une haute qualification dans l’exercice d’une activité professionnelle définie. Le brevet professionnel est un diplôme préparé uniquement en apprentissage ou en formation continue dans le prolongement de la préparation d’un diplôme de niveau 3 dans la spécialité. À la rentrée scolaire 2020, il existe 54 spécialités du brevet professionnel. Ce diplôme est régi par les articles D 337-95 à D 337-124 du Code de l’Éducation.

##### Brevet des métiers d’art
Le brevet des métiers d’art est un diplôme professionnel qui vise à conserver et transmettre les techniques traditionnelles tout en favorisant l'innovation . Il est délivré au titre d'une spécialité professionnelle.Il est accessible aux titulaires d’un CAP du même secteur professionnel. Il permet d’accéder à un diplôme de niveau 5, le DMA (diplôme des métiers d’art). À la rentrée 2020, il existe 28 spécialités du brevet des métiers d’art. Ce diplôme est régi par les articles D 337-125 à D 337-138 du Code de l’Éducation.

##### Mention complémentaire (diplôme de niveau 4 ou 3)
La mention complémentaire est un diplôme professionnel qui vise à donner à son titulaire une qualification spécialisée . L’accès en formation est  accessible à des candidats déjà  titulaires d’un premier diplôme de l’enseignement professionnel ou technologique. Les mentions complémentaires de niveau 4 sont accessibles sur Parcoursup. À la rentrée 2020, il existe 26 spécialités de mention complémentaire de niveau 3 et 26 de niveau 4. Ce diplôme est régi par les articles D 337-139 à D 337-160 du Code de l’Éducation

#### Diplômes de niveau 5

##### Brevet de technicien supérieur
Le brevet de technicien supérieur (BTS) est un diplôme professionnel de l’enseignement supérieur qui confère à son titulaire une certification ouvrant sur une qualification de technicien  supérieur lui permettant d’assurer notamment des tâches d’encadrement. À la rentrée scolaire 2020, il existe 123 spécialités du brevet de technicien supérieur (y compris les options).

##### Diplôme des métiers d’art
Le diplôme national des métiers d’art et du design (DN MADE) est un diplôme professionnel de l’enseignement supérieur qui confère à son titulaire une certification ouvrant sur des métiers et des techniques traditionnelles. À la rentrée 2020, il existe 27 spécialités du diplôme des métiers d’art

#### Diplômes de niveau 6

##### Licence professionnelle
La licence professionnelle est un diplôme professionnel de l’enseignement supérieur, qui confère à son titulaire une certification ouvrant sur une qualification de technicien supérieur.

##### Bachelor universitaire de technologie
Le bachelor universitaire de technologie (BUT) est un type particulier de licence professionnelle.
C'est donc aussi un diplôme professionnel de l’enseignement supérieur, qui confère à son titulaire une certification ouvrant sur une qualification de technicien supérieur lui permettant d’assurer notamment des tâches d’encadrement. À la rentrée scolaire 2022, il existe 24 spécialités du Bachelor universitaire de technologie.

##### Diplôme visé
Le diplôme visé (DIPLOVIS) est un diplôme professionnel de l’enseignement supérieur qui confère à son titulaire une certification ouvrant sur une qualification de technicien supérieur.

#### Diplômes de niveau 7

##### Diplôme d'ingénieur
Le diplôme d'ingénieur est un diplôme professionnel de l’enseignement supérieur qui confère à son titulaire une certification ouvrant sur une qualification de technicien supérieur lui permettant d’assurer notamment des tâches d’encadrement.

## Liste des titres à finalité professionnelle
Il existe une liste des titres à finalité professionnelle reconnus par l’État, soit délivrés par un ministère certificateur, soit par un autre organisme certificateur, généralement des organismes de formation, des établissements d'enseignement supérieur publics ou privés ou des chambres consulaires,,.

### Ministères
En France, il existe 3 types de titres à finalité professionnelle délivrés par le Ministère du Travail : 
- le titre professionnel (TP), de niveau 3 au RNCP, créés après avis d’instances consultatives paritaires.
- le certificat de qualification professionnelle (CQF), de niveau 3 au RNCP, émanant de branches professionnelles, ainsi que les certificats de qualification professionnelle interbranches (CQPI).

Un certificat délivré par le ministère de l'Agriculture :
- Le certificat de spécialisation (CS), de niveau 3 au RNCP, émanant de branches professionnelles ou du ministère de l'Agriculture.

### Autres organismes certificateurs

#### Établissements privés d'enseignement supérieur
Les établissements de l'enseignement supérieur eux-mêmes peuvent délivrer un titre à finalité professionnelle. S'ils délivrent également leurs propres diplômes d'établissements, ils n'ont aucune reconnaissance par l'État s'ils sont pas inscrits au RNCP.
- le titre à finalité professionnelle non délivré par un ministère, de niveau 3 à 7 au RNCP, émanant de diverses autorités ou organismes certificateurs.
- le diplôme d'établissement, non inscrit au RNCP.

#### Chambre de métiers et de l'artisanat
Et il existe 6 types de certifications professionnelles délivrées par la Chambre de métiers et de l'artisanat : 
- Le brevet de maîtrise (BM), titre de niveau 4 spécifique de l’artisanat, la certification est adaptée à tout professionnel désireux de développer son activité. Le titre prépare notamment à la fonction de maître d’apprentissage. Le brevet de maîtrise permet de reconnaître à son titulaire la qualité de maître artisan.
- Le brevet technique des métiers supérieur (BTMS), titre de niveau 4 qui permet d'accéder à la fonction de technicien supérieur. Cette formation permet d'acquérir un niveau de compétence technique et d'expertise propre. Le BTMS existe actuellement pour les prothésistes dentaires, les ébénistes et les tailleurs de pierre.
- Le brevet technique des métiers (BTM), titre de niveau 4 spécifique de l’artisanat qui permet d'acquérir les compétences pratiques et technologiques nécessaires à la maîtrise technique d'un métier, ainsi que les compétences transversales relatives à la fonction de production. Il prépare à la fonction de chef de fabrication ou chef d’atelier. On peut accéder à la formation au BTM après un CAP, un BEP, un CTM ou un autre diplôme ou titre technique de niveau V, ou encore en justifiant d'une expérience professionnelle minimale de trois ans dans le secteur d'activité concerné.
- La certification assistant du dirigeant d’entreprise artisanale (ADEA), titre de niveau 3 destiné aux conjoints, aux collaborateurs du chef d’entreprise. Le titre atteste des compétences à exercer des responsabilités commerciales, comptables et de gestion administrative.
- La certification d’encadrant d’entreprise artisanale (EEA), titre de niveau 3, s’adresse aux professionnels dotés de solides compétences techniques et qui accèdent, ou souhaitent accéder à des fonctions d’encadrement de la production et des équipes. Le titre atteste des compétences de son titulaire à exercer des responsabilités commerciales, de gestion économique et financière et de gestion des ressources humaines. Il reconnait également les compétences de maître d’apprentissage.
- Le certificat technique des métiers (CTM), est un titre de niveau 3 spécifique à l’artisanat, il sanctionne les connaissances de bases nécessaires à l'exercice d'un métier et permet d'intégrer l'entreprise artisanale à un premier niveau de qualification. La formation technique facilite l'appréhension du monde artisanal dans sa dimension économique, culturelle et organisationnelle. Le CTM se prépare à partir de l'enseignement général et technologique du second degré (principalement la classe de 3e).